# Jugo (Kesamben)
Jugo is een bestuurslaag in het regentschap Blitar van de provincie Oost-Java, Indonesië. Jugo telt 5899 inwoners (volkstelling 2010).